# Chadwick Boseman
Chadwick Boseman, född 29 november 1976 i Anderson, South Carolina, död 28 augusti 2020 i Los Angeles, Kalifornien, var en amerikansk skådespelare, producent och dramatiker.

## Biografi
Boseman växte upp i South Carolina och var yngst av tre bröder. Han studerade vid Howard University med siktet inställt på att bli regissör. Där tog han även en dramakurs för Phylicia Rashad som så småningom hjälpte Boseman att komma in på en dramautbildning vid Oxfords universitet. Boseman fick senare veta att hans dramautbildning hade bekostats av skådespelaren Denzel Washington.
Boseman medverkade bland annat i filmerna 42, där han gestaltade baseballspelaren Jackie Robinson, och Get on Up, där han gestaltade sångaren James Brown. Han spelade rollen som Black Panther i filmerna Captain America: Civil War (2016), Black Panther (2018) och Avengers: Infinity War (2018).
Boseman diagnostiserades 2016 med cancer och spelade flera av sina mest framgångsrika roller under cancerbehandlingen. I augusti 2020 avled han i sviterna av sjukdomen, 43 år gammal.

## Filmografi

### Film
| År   | Titel                      | Roll                                 | Noter                   |
| ---- | -------------------------- | ------------------------------------ | ----------------------- |
| 2008 | The Express                | Floyd Little                         |                         |
| 2013 | 42                         | Jackie Robinson                      |                         |
| 2014 | Draft Day                  | Vontae Mack                          |                         |
| 2014 | Get on Up                  | James Brown                          |                         |
| 2016 | Gods of Egypt              | Thot                                 |                         |
| 2016 | Captain America: Civil War | T'Challa / Black Panther             |                         |
| 2016 | Message from the King      | Jacob King                           | Även exekutiv producent |
| 2016 | Marshall                   | Thurgood Marshall                    | Även medproducent       |
| 2018 | Black Panther              | T'Challa / Black Panther             |                         |
| 2018 | Avengers: Infinity War     | T'Challa / Black Panther             |                         |
| 2019 | Avengers: Endgame          | T'Challa / Black Panther             |                         |
| 2019 | 21 Bridges                 | Andre Davis                          | Även producent          |
| 2020 | Da 5 Bloods                | Norman Earl "Stormin' Norm" Holloway |                         |
| 2020 | Ma Rainey's Black Bottom   | Levee Green                          | Postum utsläpp          |

### Tv
| År        | Titel           | Roll                     | Noter                    |
| --------- | --------------- | ------------------------ | ------------------------ |
| 2003      | All My Children | Reggie Porter            | Återkommande roll        |
| 2008-2009 | Lincoln Heights | Nathaniel "Nate" Ray     | 9 avsnitt                |
| 2010      | Persons Unknown | Sergeant McNair          | Huvudroll; 13 avsnitt    |
| 2021      | What If...?     | T'Challa / Black Panther | Röstroll; postum utsläpp |